# شماره شناسایی تلفن همراه
شماره شناسایی تلفن همراه یا شماره شناسایی اشتراک تلفن همراه یا شناسه ایستگاه تلفن همراه یا شناسه مشترک بین‌المللی کوتاه تلفن همراه، شماره ۱۰ رقمی یگانه‌ای است که یک اپراتور شبکه تلفن همراه از آن برای شناسایی یک تلفن همراه استفاده می‌کند. شماره شناسایی تلفن همراه، آخرین بخش شناسه مشترک بین‌المللی تلفن همراه است. شماره شناسایی تلفن همراه، شماره یگانه، برای شناسایی تلفن همراهی است که تحت استانداردهای انجمن صنعت مخابرات برای فناوری‌های خدمات ارتباطات شخصی و شبکه سلولی کار می‌کند. نمونه این استانداردها EIA/TIA–553 analog و IS–136 TDMA و IS–95 یا IS-2000 CDMA هستند.
تعریف: شماره شناسایی تلفن همراه، شماره‌ای است که از شماره تلفن دایرکتوری ۱۰ رقمی اختصاص‌یافته به یک ایستگاه تلفن همراه، به دست می‌آید. قوانین به دست آوردن شماره شناسایی ۱۰ رقمی تلفن همراه، از استاندارد IS-95 به دست می‌آیند. شماره شناسایی تلفن همراه ۱، نخستین یا کم‌اهمیت‌ترین ۲۴ رقم دودویی شماره شناسایی تلفن همراه است. شماره شناسایی تلفن همراه ۲، دومین بخش شماره شناسایی تلفن همراه است که ۱۰ رقم مهم دودویی را دارد. شماره شناسایی تلفن همراه ۱ و شماره سریال الکترونیک، به همراه دیگر ورودی‌های دیجیتال، در هنگام فرایند شناسایی تلفن همراه، استفاده می‌شوند. شماره شناسایی تلفن همراه برای شناسایی ایستگاه تلفن همراه استفاده می‌شود.
در یک شبکه سلولی سیگنال آنالوگ، از شماره شناسایی تلفن همراه برای مسیریابی تماس تلفنی استفاده می‌شود. در بیشتر سامانه‌های نسل دوم شبکه تلفن همراه، به عنوان یک احتیاط امنیتی، در هنگام مسیریابی تماس‌ها شماره‌های شناسایی موقت به تلفن‌های همراه اختصاص داده می‌شوند.